# 笑っててくれよ
「笑っててくれよ」（わらっててくれよ）は、日本のロックバンド、かりゆし58の12枚目のシングル。2012年6月13日にLD&K Recordsより発売された。

## 概要
2012年2弾目のシングル。本タイトル曲は映画『愛と誠』のエンディングテーマとなっている。カップリングにはウージの唄に収録された「言葉にできないこと言葉にいらないとき」の復刻版が収録されている。

## 収録曲
1. 笑っててくれよ
2. 言葉にできないこと言葉にいらないとき～復刻版～
3. 笑っててくれよ（カラオケ）

## DVD
笑っててくれよ（ミュージックビデオ）